# Анагрелид
Анагрелид, (Anagrelide), агрилин, производное имидазохиназолина, лекарственный препарат, используемый при увеличении количества тромбоцитов в крови (эссенциальный тромбоцитоз, истинная полицитемия и другие).

## Механизм действия
Точный механизм действия препарата не установлен. В отношении препарата известно, что он тормозит синтез фосфодиэстеразы. Предполагают, что при полицитемии анагрелид препятствует созреванию мегакариоцитов в тромбоциты.

## Применение
Препарат применяется для лечения истинной полицитемии в дозе 0,5-3 мг в день. Проведённые сравнительные исследования комбинаций анагрелида с аспирином и гидроксимочевины с аспирином при истинной полицитемии показали лучшее действие гидрооксимочевины с аспирином на профилактику миелофиброза, артериального тромбоза и кровотечений. В то же время эта комбинация повышала уровень венозных тромбозов.
Сочетание же анагрелида с аспирином увеличивало риск кровотечений.

## Побочные эффекты
Из побочных эффектов отмечаются головная боль, диарея, слабость, тошнота, головокружение